# エイドリアン・カーマック
エイドリアン・カーマック（Adrian Carmack、1969年5月5日～）は、トム・ホール、ジョン・ロメロ、ジョン・カーマック（親族関係は無い）と並ぶ「id Software」の4人の共同創設者の1人。創設者達は「Softdisk」のGamer's Edge部門での勤務時に出会い、1991年にidを創業した。エイドリアン・カーマックの会社での主な役割はアーティストとしての仕事であり『Commander Keen』『Wolfenstein 3D』『DOOM』『Hexen：Beyond Heretic』『Quake』『Quake II』『Quake III Arena』などの作品を手掛けた。 
彼は2005年に会社を辞めるまで、idの41％の株式を保有していた。当時の報道では、彼はゲーム分野でできることはすべてやり尽くしたと感じ、芸術への情熱を追求する予定を立てていたという。しかし、2005年9月にウォール・ストリート・ジャーナルは、彼が裁判所に無効化を求めている契約条件下で彼の保有株41%を1100万ドルで売却するよう強制させようとして元ビジネスパートナーから事実上解雇されたと主張し、彼らを訴えていることを明らかにした。1100万ドルは彼の保有株の適正価格のほんの一部であると考えられており、idが2004年にアクティビジョンから1億500万ドルの入札を受けた後は4300万ドルに近いと考えられている。 
カーマックは「ギブズ（gibs、肉片が飛び散る様子）」という用語を作り出したことでも知られている。 
2014年9月、カーマックはアイルランドのキレナードにある5つ星リゾート「ヘリテージゴルフ＆スパリゾート」の新オーナーであることが明らかになった。 
2016年4月、カーマックがアイルランドのゴールウェイに拠点を置くスタートアップ企業「Night Work Games」でロメロと再会し、同社が新作ゲーム『Blackroom』を開発するために彼らがKickstarterでクラウドファンディングキャンペーンを開始したと報じられた。同作は「PCでの高速で暴力的な素晴らしいプレイへの回帰」と評されている。その後、カーマックとロメロがゲームのデモを完成する時間を確保するためにキャンペーンは延期された。2人の開発者によると、デモのプレイ性に関するプレイヤーの反応に基づいて決定したという。『Blackroom』開発企業のNight Work Gamesは、ゲームの開発資金として70万ドルを求めていた。延期される前のキャンペーンでは支援者から13万1052ドルの資金を調達していた。 